# 2000年のワールドシリーズ
2000年の野球において、メジャーリーグベースボール（MLB）優勝決定戦の第96回ワールドシリーズ（だい96かいワールドシリーズ、96th World Series）は、10月21日から26日にかけて計5試合が開催された。その結果、ニューヨーク・ヤンキース（アメリカンリーグ）がニューヨーク・メッツ（ナショナルリーグ）を4勝1敗で下し、3年連続26回目の優勝を果たした。
ニューヨーク州ニューヨーク市を本拠地とする球団どうしの対戦は、お互いの本拠地球場をニューヨーク市地下鉄（New York City Subway）で行き来できることから "サブウェイ・シリーズ"（Subway Series）と呼ばれている。ワールドシリーズにおいてサブウェイ・シリーズが実現するのは、ヤンキースとブルックリン・ドジャースが対戦した1956年以来44年ぶりであり、ヤンキースとメッツの顔合わせでは初めてである。ヤンキースは初戦から2連勝のあと第3戦に敗れ、1996年第3戦から続けていた連勝記録を歴代最長の14試合で止められたものの、続く第4戦と第5戦を制して優勝した。また、シリーズ3連覇は1936年〜1939年および1949年〜1953年のヤンキースと、1972年〜1974年のオークランド・アスレチックスに次ぎ、史上4例目である。シリーズMVPには、連勝記録を止められた翌日の第4戦で初回表に初球先頭打者本塁打を放つなど、5試合で打率.409・2本塁打・2打点・OPS 1.344という成績を残したヤンキースのデレク・ジーターが選出された。

## 両チームの過去の対戦
1997年から始まったレギュラーシーズン中のインターリーグでは、4年間で計18試合が組まれており、ヤンキースが11勝7敗で勝ち越している。この年は6月9日からの2日間で2試合と、7月7日からの3日間で4試合の計6試合が行われ、ヤンキースが4勝2敗で勝ち越した。
メッツのマイク・ピアッツァは1998年5月にフロリダ・マーリンズから、ヤンキースのロジャー・クレメンスは1999年2月にトロント・ブルージェイズから、それぞれトレードで加入した。1999年以降のサブウェイ・シリーズにおいて、ピアッツァはクレメンスとの対戦を得意としており、1999年6月6日に2点本塁打→同年7月9日に3点本塁打→2000年6月9日に満塁本塁打、と3対戦試合連続で本塁打を放っていた。すると2000年7月8日、4度目の対戦試合でクレメンスは、ピアッツァの第1打席に頭部死球をぶつけた。クレメンスは過去にも故意に死球を与えたことがあるため、今回の頭部死球も狙ってやった "ビーンボール" ではないか、という疑いが浮上した。クレメンスは「必要に応じて内角を突くつもりではいたけど、頭にぶつかるのは望んでいなかった」と否定したが、ピアッツァは「あいつに敬意があるなんてとてもじゃないが言えない」「あれは明らかにわざとだと思う。内角攻め、あるいは体にぶつけるくらいなら尊重もできるが」と怒りを露わにした。
今シリーズでメッツとヤンキースの対戦が決まると、ヤンキースはクレメンスを第2戦の先発投手にすると決めた。第2戦はヤンキースの本拠地ヤンキー・スタジアムで開催されるため、指名打者制度が採用され、クレメンスが打席に立つことはない。これに対し、メッツのターク・ウェンデルは「なんであいつはシェイ・スタジアムで投げないんだ？ 報復死球が怖いのか？」と挑発した。

## 試合結果
2000年のワールドシリーズは10月21日に開幕し、途中に移動日を挟んで6日間で5試合が行われた。日程・結果は以下の通り。
| 日付                                                     | 試合  | ビジター球団（先攻）     | スコア | ホーム球団（後攻）       | 開催球場             | 開催球場       |
| -------------------------------------------------------- | ----- | ------------------------ | ------ | ------------------------ | -------------------- | -------------- |
| 10月21日（土）                                           | 第1戦 | ニューヨーク・メッツ     | 3－4x  | ニューヨーク・ヤンキース | ヤンキー・スタジアム | ニューヨーク市 |
| 10月22日（日）                                           | 第2戦 | ニューヨーク・メッツ     | 5－6   | ニューヨーク・ヤンキース | ヤンキー・スタジアム | ニューヨーク市 |
| 10月23日（月）                                           |       | 移動日                   | 移動日 | 移動日                   |                      | ニューヨーク市 |
| 10月24日（火）                                           | 第3戦 | ニューヨーク・ヤンキース | 2－4   | ニューヨーク・メッツ     | シェイ・スタジアム   | ニューヨーク市 |
| 10月25日（水）                                           | 第4戦 | ニューヨーク・ヤンキース | 3－2   | ニューヨーク・メッツ     | シェイ・スタジアム   | ニューヨーク市 |
| 10月26日（木）                                           | 第5戦 | ニューヨーク・ヤンキース | 4－2   | ニューヨーク・メッツ     | シェイ・スタジアム   | ニューヨーク市 |
| 優勝：ニューヨーク・ヤンキース（4勝1敗 / 3年連続26度目） |       |                          |        |                          |                      | ニューヨーク市 |

### 第1戦 10月21日
- ヤンキー・スタジアム（ニューヨーク州ニューヨーク市ブロンクス区）

|                          | 1 | 2 | 3 | 4 | 5 | 6 | 7 | 8 | 9 | 10 | 11 | 12 | R | H  | E |
| ------------------------ | - | - | - | - | - | - | - | - | - | -- | -- | -- | - | -- | - |
| ニューヨーク・メッツ     | 0 | 0 | 0 | 0 | 0 | 0 | 3 | 0 | 0 | 0  | 0  | 0  | 3 | 10 | 0 |
| ニューヨーク・ヤンキース | 0 | 0 | 0 | 0 | 0 | 2 | 0 | 0 | 1 | 0  | 0  | 1x | 4 | 12 | 0 |

1. 勝利：マイク・スタントン（1勝）
2. 敗戦：ターク・ウェンデル（1敗）
3. 審判
［球審］エド・モンタギュー
［塁審］一塁: チャーリー・レリフォード、二塁: ジェフ・ケロッグ、三塁: ティム・ウェルキー
［外審］左翼: ティム・マクレランド、右翼: ジェリー・クロフォード
4. 試合開始時刻: 東部夏時間（UTC-4）午後8時13分  試合時間: 4時間51分  観客: 5万5913人  気温: 68°F（20°C）
詳細: Baseball-Reference.com

| ニューヨーク・メッツ | ニューヨーク・メッツ | ニューヨーク・メッツ | ニューヨーク・メッツ | ニューヨーク・メッツ | ニューヨーク・ヤンキース | ニューヨーク・ヤンキース | ニューヨーク・ヤンキース | ニューヨーク・ヤンキース | ニューヨーク・ヤンキース |
| -------------------- | -------------------- | -------------------- | -------------------- | --- | ------------------------ | ------------------------ | ------------------------ | ------------------------ | --- |
| 打順                 | 守備                 | 選手                 | 打席                 | A・ライターT・プラットT・ジールE・アルフォンゾR・ベンチュラM・ボーディックB・アグバヤニJ・ペイトンT・ペレスM・ピアッツァ | 打順                     | 守備                     | 選手                     | 打席                     | A・ペティットJ・ポサダT・マルティ · ネスJ・ビスカイーノS・ブロシアスD・ジーターD・ジャスティスB・ウィリアムスP・オニールC・ノブロック |
| 1                    | 右                   | T・ペレス            | 左                   | A・ライターT・プラットT・ジールE・アルフォンゾR・ベンチュラM・ボーディックB・アグバヤニJ・ペイトンT・ペレスM・ピアッツァ | 1                        | DH                       | C・ノブロック            | 右                       | A・ペティットJ・ポサダT・マルティ · ネスJ・ビスカイーノS・ブロシアスD・ジーターD・ジャスティスB・ウィリアムスP・オニールC・ノブロック |
| 2                    | 二                   | E・アルフォンゾ      | 右                   | A・ライターT・プラットT・ジールE・アルフォンゾR・ベンチュラM・ボーディックB・アグバヤニJ・ペイトンT・ペレスM・ピアッツァ | 2                        | 遊                       | D・ジーター              | 右                       | A・ペティットJ・ポサダT・マルティ · ネスJ・ビスカイーノS・ブロシアスD・ジーターD・ジャスティスB・ウィリアムスP・オニールC・ノブロック |
| 3                    | DH                   | M・ピアッツァ        | 右                   | A・ライターT・プラットT・ジールE・アルフォンゾR・ベンチュラM・ボーディックB・アグバヤニJ・ペイトンT・ペレスM・ピアッツァ | 3                        | 左                       | D・ジャスティス          | 左                       | A・ペティットJ・ポサダT・マルティ · ネスJ・ビスカイーノS・ブロシアスD・ジーターD・ジャスティスB・ウィリアムスP・オニールC・ノブロック |
| 4                    | 一                   | T・ジール            | 右                   | A・ライターT・プラットT・ジールE・アルフォンゾR・ベンチュラM・ボーディックB・アグバヤニJ・ペイトンT・ペレスM・ピアッツァ | 4                        | 中                       | B・ウィリアムス          | 両                       | A・ペティットJ・ポサダT・マルティ · ネスJ・ビスカイーノS・ブロシアスD・ジーターD・ジャスティスB・ウィリアムスP・オニールC・ノブロック |
| 5                    | 三                   | R・ベンチュラ        | 左                   | A・ライターT・プラットT・ジールE・アルフォンゾR・ベンチュラM・ボーディックB・アグバヤニJ・ペイトンT・ペレスM・ピアッツァ | 5                        | 一                       | T・マルティネス          | 左                       | A・ペティットJ・ポサダT・マルティ · ネスJ・ビスカイーノS・ブロシアスD・ジーターD・ジャスティスB・ウィリアムスP・オニールC・ノブロック |
| 6                    | 左                   | B・アグバヤニ        | 右                   | A・ライターT・プラットT・ジールE・アルフォンゾR・ベンチュラM・ボーディックB・アグバヤニJ・ペイトンT・ペレスM・ピアッツァ | 6                        | 捕                       | J・ポサダ                | 両                       | A・ペティットJ・ポサダT・マルティ · ネスJ・ビスカイーノS・ブロシアスD・ジーターD・ジャスティスB・ウィリアムスP・オニールC・ノブロック |
| 7                    | 中                   | J・ペイトン          | 右                   | A・ライターT・プラットT・ジールE・アルフォンゾR・ベンチュラM・ボーディックB・アグバヤニJ・ペイトンT・ペレスM・ピアッツァ | 7                        | 右                       | P・オニール              | 左                       | A・ペティットJ・ポサダT・マルティ · ネスJ・ビスカイーノS・ブロシアスD・ジーターD・ジャスティスB・ウィリアムスP・オニールC・ノブロック |
| 8                    | 捕                   | T・プラット          | 右                   | A・ライターT・プラットT・ジールE・アルフォンゾR・ベンチュラM・ボーディックB・アグバヤニJ・ペイトンT・ペレスM・ピアッツァ | 8                        | 三                       | S・ブロシアス            | 右                       | A・ペティットJ・ポサダT・マルティ · ネスJ・ビスカイーノS・ブロシアスD・ジーターD・ジャスティスB・ウィリアムスP・オニールC・ノブロック |
| 9                    | 遊                   | M・ボーディック      | 右                   | A・ライターT・プラットT・ジールE・アルフォンゾR・ベンチュラM・ボーディックB・アグバヤニJ・ペイトンT・ペレスM・ピアッツァ | 9                        | 二                       | J・ビスカイーノ          | 両                       | A・ペティットJ・ポサダT・マルティ · ネスJ・ビスカイーノS・ブロシアスD・ジーターD・ジャスティスB・ウィリアムスP・オニールC・ノブロック |
| 先発投手             | 先発投手             | 先発投手             | 投球                 | A・ライターT・プラットT・ジールE・アルフォンゾR・ベンチュラM・ボーディックB・アグバヤニJ・ペイトンT・ペレスM・ピアッツァ | 先発投手                 | 先発投手                 | 先発投手                 | 投球                     | A・ペティットJ・ポサダT・マルティ · ネスJ・ビスカイーノS・ブロシアスD・ジーターD・ジャスティスB・ウィリアムスP・オニールC・ノブロック |
| A・ライター          | A・ライター          | A・ライター          | 左                   | A・ライターT・プラットT・ジールE・アルフォンゾR・ベンチュラM・ボーディックB・アグバヤニJ・ペイトンT・ペレスM・ピアッツァ | A・ペティット            | A・ペティット            | A・ペティット            | 左                       | A・ペティットJ・ポサダT・マルティ · ネスJ・ビスカイーノS・ブロシアスD・ジーターD・ジャスティスB・ウィリアムスP・オニールC・ノブロック |

### 第2戦 10月22日
- ヤンキー・スタジアム（ニューヨーク州ニューヨーク市ブロンクス区）

|                          | 1 | 2 | 3 | 4 | 5 | 6 | 7 | 8 | 9 | R | H  | E |
| ------------------------ | - | - | - | - | - | - | - | - | - | - | -- | - |
| ニューヨーク・メッツ     | 0 | 0 | 0 | 0 | 0 | 0 | 0 | 0 | 5 | 5 | 7  | 3 |
| ニューヨーク・ヤンキース | 2 | 1 | 0 | 0 | 1 | 0 | 1 | 1 | X | 6 | 12 | 1 |

1. 勝利：ロジャー・クレメンス（1勝）
2. 敗戦：マイク・ハンプトン（1敗）
3. 本塁打
NYM：マイク・ピアッツァ1号2ラン、ジェイ・ペイトン1号3ラン
NYY：スコット・ブロシアス1号ソロ
4. 審判
［球審］チャーリー・レリフォード
［塁審］一塁: ジェフ・ケロッグ、二塁: ティム・ウェルキー、三塁: ティム・マクレランド
［外審］左翼: ジェリー・クロフォード、右翼: エド・モンタギュー
5. 試合開始時刻: 東部夏時間（UTC-4）午後8時5分  試合時間: 3時間30分  観客: 5万6059人  気温: 49°F（9.4°C）
詳細: Baseball-Reference.com

| ニューヨーク・メッツ | ニューヨーク・メッツ | ニューヨーク・メッツ | ニューヨーク・メッツ | ニューヨーク・メッツ | ニューヨーク・ヤンキース | ニューヨーク・ヤンキース | ニューヨーク・ヤンキース | ニューヨーク・ヤンキース | ニューヨーク・ヤンキース |
| -------------------- | -------------------- | -------------------- | -------------------- | --- | ------------------------ | ------------------------ | ------------------------ | ------------------------ | --- |
| 打順                 | 守備                 | 選手                 | 打席                 | M・ハンプトンM・ピアッツァT・ジールE・アルフォンゾR・ベンチュラM・ボーディックB・アグバヤニJ・ペイトンT・ペレスL・ハリス | 打順                     | 守備                     | 選手                     | 打席                     | R・クレメンスJ・ポサダT・マルティ · ネスJ・ビスカイーノS・ブロシアスD・ジーターD・ジャスティスB・ウィリアムスP・オニールC・ノブロック |
| 1                    | 右                   | T・ペレス            | 左                   | M・ハンプトンM・ピアッツァT・ジールE・アルフォンゾR・ベンチュラM・ボーディックB・アグバヤニJ・ペイトンT・ペレスL・ハリス | 1                        | DH                       | C・ノブロック            | 右                       | R・クレメンスJ・ポサダT・マルティ · ネスJ・ビスカイーノS・ブロシアスD・ジーターD・ジャスティスB・ウィリアムスP・オニールC・ノブロック |
| 2                    | 二                   | E・アルフォンゾ      | 右                   | M・ハンプトンM・ピアッツァT・ジールE・アルフォンゾR・ベンチュラM・ボーディックB・アグバヤニJ・ペイトンT・ペレスL・ハリス | 2                        | 遊                       | D・ジーター              | 右                       | R・クレメンスJ・ポサダT・マルティ · ネスJ・ビスカイーノS・ブロシアスD・ジーターD・ジャスティスB・ウィリアムスP・オニールC・ノブロック |
| 3                    | 捕                   | M・ピアッツァ        | 右                   | M・ハンプトンM・ピアッツァT・ジールE・アルフォンゾR・ベンチュラM・ボーディックB・アグバヤニJ・ペイトンT・ペレスL・ハリス | 3                        | 左                       | D・ジャスティス          | 左                       | R・クレメンスJ・ポサダT・マルティ · ネスJ・ビスカイーノS・ブロシアスD・ジーターD・ジャスティスB・ウィリアムスP・オニールC・ノブロック |
| 4                    | 三                   | R・ベンチュラ        | 左                   | M・ハンプトンM・ピアッツァT・ジールE・アルフォンゾR・ベンチュラM・ボーディックB・アグバヤニJ・ペイトンT・ペレスL・ハリス | 4                        | 中                       | B・ウィリアムス          | 両                       | R・クレメンスJ・ポサダT・マルティ · ネスJ・ビスカイーノS・ブロシアスD・ジーターD・ジャスティスB・ウィリアムスP・オニールC・ノブロック |
| 5                    | 一                   | T・ジール            | 右                   | M・ハンプトンM・ピアッツァT・ジールE・アルフォンゾR・ベンチュラM・ボーディックB・アグバヤニJ・ペイトンT・ペレスL・ハリス | 5                        | 一                       | T・マルティネス          | 左                       | R・クレメンスJ・ポサダT・マルティ · ネスJ・ビスカイーノS・ブロシアスD・ジーターD・ジャスティスB・ウィリアムスP・オニールC・ノブロック |
| 6                    | 左                   | B・アグバヤニ        | 右                   | M・ハンプトンM・ピアッツァT・ジールE・アルフォンゾR・ベンチュラM・ボーディックB・アグバヤニJ・ペイトンT・ペレスL・ハリス | 6                        | 捕                       | J・ポサダ                | 両                       | R・クレメンスJ・ポサダT・マルティ · ネスJ・ビスカイーノS・ブロシアスD・ジーターD・ジャスティスB・ウィリアムスP・オニールC・ノブロック |
| 7                    | DH                   | L・ハリス            | 左                   | M・ハンプトンM・ピアッツァT・ジールE・アルフォンゾR・ベンチュラM・ボーディックB・アグバヤニJ・ペイトンT・ペレスL・ハリス | 7                        | 右                       | P・オニール              | 左                       | R・クレメンスJ・ポサダT・マルティ · ネスJ・ビスカイーノS・ブロシアスD・ジーターD・ジャスティスB・ウィリアムスP・オニールC・ノブロック |
| 8                    | 中                   | J・ペイトン          | 右                   | M・ハンプトンM・ピアッツァT・ジールE・アルフォンゾR・ベンチュラM・ボーディックB・アグバヤニJ・ペイトンT・ペレスL・ハリス | 8                        | 三                       | S・ブロシアス            | 右                       | R・クレメンスJ・ポサダT・マルティ · ネスJ・ビスカイーノS・ブロシアスD・ジーターD・ジャスティスB・ウィリアムスP・オニールC・ノブロック |
| 9                    | 遊                   | M・ボーディック      | 右                   | M・ハンプトンM・ピアッツァT・ジールE・アルフォンゾR・ベンチュラM・ボーディックB・アグバヤニJ・ペイトンT・ペレスL・ハリス | 9                        | 二                       | J・ビスカイーノ          | 両                       | R・クレメンスJ・ポサダT・マルティ · ネスJ・ビスカイーノS・ブロシアスD・ジーターD・ジャスティスB・ウィリアムスP・オニールC・ノブロック |
| 先発投手             | 先発投手             | 先発投手             | 投球                 | M・ハンプトンM・ピアッツァT・ジールE・アルフォンゾR・ベンチュラM・ボーディックB・アグバヤニJ・ペイトンT・ペレスL・ハリス | 先発投手                 | 先発投手                 | 先発投手                 | 投球                     | R・クレメンスJ・ポサダT・マルティ · ネスJ・ビスカイーノS・ブロシアスD・ジーターD・ジャスティスB・ウィリアムスP・オニールC・ノブロック |
| M・ハンプトン        | M・ハンプトン        | M・ハンプトン        | 左                   | M・ハンプトンM・ピアッツァT・ジールE・アルフォンゾR・ベンチュラM・ボーディックB・アグバヤニJ・ペイトンT・ペレスL・ハリス | R・クレメンス            | R・クレメンス            | R・クレメンス            | 右                       | R・クレメンスJ・ポサダT・マルティ · ネスJ・ビスカイーノS・ブロシアスD・ジーターD・ジャスティスB・ウィリアムスP・オニールC・ノブロック |

### 第3戦 10月24日
- シェイ・スタジアム（ニューヨーク州ニューヨーク市クイーンズ区）

|                          | 1 | 2 | 3 | 4 | 5 | 6 | 7 | 8 | 9 | R | H | E |
| ------------------------ | - | - | - | - | - | - | - | - | - | - | - | - |
| ニューヨーク・ヤンキース | 0 | 0 | 1 | 1 | 0 | 0 | 0 | 0 | 0 | 2 | 8 | 0 |
| ニューヨーク・メッツ     | 0 | 1 | 0 | 0 | 0 | 1 | 0 | 2 | X | 4 | 9 | 0 |

1. 勝利：ジョン・フランコ（1勝）
2. セーブ：アーマンド・ベニテス（1S）
3. 敗戦：オーランド・ヘルナンデス（1敗）
4. 本塁打
NYM：ロビン・ベンチュラ1号ソロ
5. 審判
［球審］ジェフ・ケロッグ
［塁審］一塁: ティム・ウェルキー、二塁: ティム・マクレランド、三塁: ジェリー・クロフォード
［外審］左翼: エド・モンタギュー、右翼: チャーリー・レリフォード
6. 試合開始時刻: 東部夏時間（UTC-4）午後8時37分  試合時間: 3時間39分  観客: 5万5299人  気温: 62°F（16.7°C）
詳細: Baseball-Reference.com

| ニューヨーク・ヤンキース | ニューヨーク・ヤンキース | ニューヨーク・ヤンキース | ニューヨーク・ヤンキース | ニューヨーク・ヤンキース | ニューヨーク・メッツ | ニューヨーク・メッツ | ニューヨーク・メッツ | ニューヨーク・メッツ | ニューヨーク・メッツ                                                                                                |
| ------------------------ | ------------------------ | ------------------------ | ------------------------ | --- | -------------------- | -------------------- | -------------------- | -------------------- | --- |
| 打順                     | 守備                     | 選手                     | 打席                     | O・ヘルナンデスJ・ポサダT・マルティ · ネスJ・ビスカイーノS・ブロシアスD・ジーターD・ジャスティスB・ウィリアムスP・オニール（なし） | 打順                 | 守備                 | 選手                 | 打席                 | R・リードM・ピアッツァT・ジールE・アルフォンゾR・ベンチュラM・ボーディックB・アグバヤニJ・ペイトンT・ペレス（なし） |
| 1                        | 二                       | J・ビスカイーノ          | 両                       | O・ヘルナンデスJ・ポサダT・マルティ · ネスJ・ビスカイーノS・ブロシアスD・ジーターD・ジャスティスB・ウィリアムスP・オニール（なし） | 1                    | 右                   | T・ペレス            | 左                   | R・リードM・ピアッツァT・ジールE・アルフォンゾR・ベンチュラM・ボーディックB・アグバヤニJ・ペイトンT・ペレス（なし） |
| 2                        | 遊                       | D・ジーター              | 右                       | O・ヘルナンデスJ・ポサダT・マルティ · ネスJ・ビスカイーノS・ブロシアスD・ジーターD・ジャスティスB・ウィリアムスP・オニール（なし） | 2                    | 二                   | E・アルフォンゾ      | 右                   | R・リードM・ピアッツァT・ジールE・アルフォンゾR・ベンチュラM・ボーディックB・アグバヤニJ・ペイトンT・ペレス（なし） |
| 3                        | 左                       | D・ジャスティス          | 左                       | O・ヘルナンデスJ・ポサダT・マルティ · ネスJ・ビスカイーノS・ブロシアスD・ジーターD・ジャスティスB・ウィリアムスP・オニール（なし） | 3                    | 捕                   | M・ピアッツァ        | 右                   | R・リードM・ピアッツァT・ジールE・アルフォンゾR・ベンチュラM・ボーディックB・アグバヤニJ・ペイトンT・ペレス（なし） |
| 4                        | 中                       | B・ウィリアムス          | 両                       | O・ヘルナンデスJ・ポサダT・マルティ · ネスJ・ビスカイーノS・ブロシアスD・ジーターD・ジャスティスB・ウィリアムスP・オニール（なし） | 4                    | 三                   | R・ベンチュラ        | 左                   | R・リードM・ピアッツァT・ジールE・アルフォンゾR・ベンチュラM・ボーディックB・アグバヤニJ・ペイトンT・ペレス（なし） |
| 5                        | 一                       | T・マルティネス          | 左                       | O・ヘルナンデスJ・ポサダT・マルティ · ネスJ・ビスカイーノS・ブロシアスD・ジーターD・ジャスティスB・ウィリアムスP・オニール（なし） | 5                    | 一                   | T・ジール            | 右                   | R・リードM・ピアッツァT・ジールE・アルフォンゾR・ベンチュラM・ボーディックB・アグバヤニJ・ペイトンT・ペレス（なし） |
| 6                        | 捕                       | J・ポサダ                | 両                       | O・ヘルナンデスJ・ポサダT・マルティ · ネスJ・ビスカイーノS・ブロシアスD・ジーターD・ジャスティスB・ウィリアムスP・オニール（なし） | 6                    | 左                   | B・アグバヤニ        | 右                   | R・リードM・ピアッツァT・ジールE・アルフォンゾR・ベンチュラM・ボーディックB・アグバヤニJ・ペイトンT・ペレス（なし） |
| 7                        | 右                       | P・オニール              | 左                       | O・ヘルナンデスJ・ポサダT・マルティ · ネスJ・ビスカイーノS・ブロシアスD・ジーターD・ジャスティスB・ウィリアムスP・オニール（なし） | 7                    | 中                   | J・ペイトン          | 右                   | R・リードM・ピアッツァT・ジールE・アルフォンゾR・ベンチュラM・ボーディックB・アグバヤニJ・ペイトンT・ペレス（なし） |
| 8                        | 三                       | S・ブロシアス            | 右                       | O・ヘルナンデスJ・ポサダT・マルティ · ネスJ・ビスカイーノS・ブロシアスD・ジーターD・ジャスティスB・ウィリアムスP・オニール（なし） | 8                    | 遊                   | M・ボーディック      | 右                   | R・リードM・ピアッツァT・ジールE・アルフォンゾR・ベンチュラM・ボーディックB・アグバヤニJ・ペイトンT・ペレス（なし） |
| 9                        | 投                       | O・ヘルナンデス          | 右                       | O・ヘルナンデスJ・ポサダT・マルティ · ネスJ・ビスカイーノS・ブロシアスD・ジーターD・ジャスティスB・ウィリアムスP・オニール（なし） | 9                    | 投                   | R・リード            | 右                   | R・リードM・ピアッツァT・ジールE・アルフォンゾR・ベンチュラM・ボーディックB・アグバヤニJ・ペイトンT・ペレス（なし） |
| 先発投手                 | 先発投手                 | 先発投手                 | 投球                     | O・ヘルナンデスJ・ポサダT・マルティ · ネスJ・ビスカイーノS・ブロシアスD・ジーターD・ジャスティスB・ウィリアムスP・オニール（なし） | 先発投手             | 先発投手             | 先発投手             | 投球                 | R・リードM・ピアッツァT・ジールE・アルフォンゾR・ベンチュラM・ボーディックB・アグバヤニJ・ペイトンT・ペレス（なし） |
| O・ヘルナンデス          | O・ヘルナンデス          | O・ヘルナンデス          | 右                       | O・ヘルナンデスJ・ポサダT・マルティ · ネスJ・ビスカイーノS・ブロシアスD・ジーターD・ジャスティスB・ウィリアムスP・オニール（なし） | R・リード            | R・リード            | R・リード            | 右                   | R・リードM・ピアッツァT・ジールE・アルフォンゾR・ベンチュラM・ボーディックB・アグバヤニJ・ペイトンT・ペレス（なし） |

### 第4戦 10月25日
- シェイ・スタジアム（ニューヨーク州ニューヨーク市クイーンズ区）

|                          | 1 | 2 | 3 | 4 | 5 | 6 | 7 | 8 | 9 | R | H | E |
| ------------------------ | - | - | - | - | - | - | - | - | - | - | - | - |
| ニューヨーク・ヤンキース | 1 | 1 | 1 | 0 | 0 | 0 | 0 | 0 | 0 | 3 | 8 | 0 |
| ニューヨーク・メッツ     | 0 | 0 | 2 | 0 | 0 | 0 | 0 | 0 | 0 | 2 | 6 | 1 |

1. 勝利：ジェフ・ネルソン（1勝）
2. セーブ：マリアノ・リベラ（1S）
3. 敗戦：ボビー・ジョーンズ（1敗）
4. 本塁打
NYY：デレク・ジーター1号ソロ
NYM：マイク・ピアッツァ2号2ラン
5. 審判
［球審］ティム・ウェルキー
［塁審］一塁: ティム・マクレランド、二塁: ジェリー・クロフォード、三塁: エド・モンタギュー
［外審］左翼: チャーリー・レリフォード、右翼: ジェフ・ケロッグ
6. 夜間試合  試合時間: 3時間20分  観客: 5万5290人  気温: 61°F（16.1°C）
詳細: Baseball-Reference.com

| ニューヨーク・ヤンキース | ニューヨーク・ヤンキース | ニューヨーク・ヤンキース | ニューヨーク・ヤンキース | ニューヨーク・ヤンキース                                                                                                   | ニューヨーク・メッツ | ニューヨーク・メッツ | ニューヨーク・メッツ | ニューヨーク・メッツ | ニューヨーク・メッツ |
| ------------------------ | ------------------------ | ------------------------ | ------------------------ | --- | -------------------- | -------------------- | -------------------- | -------------------- | --- |
| 打順                     | 守備                     | 選手                     | 打席                     | D・ネーグルJ・ポサダT・マルティ · ネスL・ソーホーS・ブロシアスD・ジーターD・ジャスティスB・ウィリアムスP・オニール（なし） | 打順                 | 守備                 | 選手                 | 打席                 | B・ジョーンズM・ピアッツァT・ジールE・アルフォンゾR・ベンチュラM・ボーディックB・アグバヤニJ・ペイトンT・ペレス（なし） |
| 1                        | 遊                       | D・ジーター              | 右                       | D・ネーグルJ・ポサダT・マルティ · ネスL・ソーホーS・ブロシアスD・ジーターD・ジャスティスB・ウィリアムスP・オニール（なし） | 1                    | 右                   | T・ペレス            | 左                   | B・ジョーンズM・ピアッツァT・ジールE・アルフォンゾR・ベンチュラM・ボーディックB・アグバヤニJ・ペイトンT・ペレス（なし） |
| 2                        | 二                       | L・ソーホー              | 右                       | D・ネーグルJ・ポサダT・マルティ · ネスL・ソーホーS・ブロシアスD・ジーターD・ジャスティスB・ウィリアムスP・オニール（なし） | 2                    | 二                   | E・アルフォンゾ      | 右                   | B・ジョーンズM・ピアッツァT・ジールE・アルフォンゾR・ベンチュラM・ボーディックB・アグバヤニJ・ペイトンT・ペレス（なし） |
| 3                        | 左                       | D・ジャスティス          | 左                       | D・ネーグルJ・ポサダT・マルティ · ネスL・ソーホーS・ブロシアスD・ジーターD・ジャスティスB・ウィリアムスP・オニール（なし） | 3                    | 捕                   | M・ピアッツァ        | 右                   | B・ジョーンズM・ピアッツァT・ジールE・アルフォンゾR・ベンチュラM・ボーディックB・アグバヤニJ・ペイトンT・ペレス（なし） |
| 4                        | 中                       | B・ウィリアムス          | 両                       | D・ネーグルJ・ポサダT・マルティ · ネスL・ソーホーS・ブロシアスD・ジーターD・ジャスティスB・ウィリアムスP・オニール（なし） | 4                    | 一                   | T・ジール            | 右                   | B・ジョーンズM・ピアッツァT・ジールE・アルフォンゾR・ベンチュラM・ボーディックB・アグバヤニJ・ペイトンT・ペレス（なし） |
| 5                        | 一                       | T・マルティネス          | 左                       | D・ネーグルJ・ポサダT・マルティ · ネスL・ソーホーS・ブロシアスD・ジーターD・ジャスティスB・ウィリアムスP・オニール（なし） | 5                    | 三                   | R・ベンチュラ        | 左                   | B・ジョーンズM・ピアッツァT・ジールE・アルフォンゾR・ベンチュラM・ボーディックB・アグバヤニJ・ペイトンT・ペレス（なし） |
| 6                        | 右                       | P・オニール              | 左                       | D・ネーグルJ・ポサダT・マルティ · ネスL・ソーホーS・ブロシアスD・ジーターD・ジャスティスB・ウィリアムスP・オニール（なし） | 6                    | 左                   | B・アグバヤニ        | 右                   | B・ジョーンズM・ピアッツァT・ジールE・アルフォンゾR・ベンチュラM・ボーディックB・アグバヤニJ・ペイトンT・ペレス（なし） |
| 7                        | 捕                       | J・ポサダ                | 両                       | D・ネーグルJ・ポサダT・マルティ · ネスL・ソーホーS・ブロシアスD・ジーターD・ジャスティスB・ウィリアムスP・オニール（なし） | 7                    | 中                   | J・ペイトン          | 右                   | B・ジョーンズM・ピアッツァT・ジールE・アルフォンゾR・ベンチュラM・ボーディックB・アグバヤニJ・ペイトンT・ペレス（なし） |
| 8                        | 三                       | S・ブロシアス            | 右                       | D・ネーグルJ・ポサダT・マルティ · ネスL・ソーホーS・ブロシアスD・ジーターD・ジャスティスB・ウィリアムスP・オニール（なし） | 8                    | 遊                   | M・ボーディック      | 右                   | B・ジョーンズM・ピアッツァT・ジールE・アルフォンゾR・ベンチュラM・ボーディックB・アグバヤニJ・ペイトンT・ペレス（なし） |
| 9                        | 投                       | D・ネーグル              | 左                       | D・ネーグルJ・ポサダT・マルティ · ネスL・ソーホーS・ブロシアスD・ジーターD・ジャスティスB・ウィリアムスP・オニール（なし） | 9                    | 投                   | B・ジョーンズ        | 右                   | B・ジョーンズM・ピアッツァT・ジールE・アルフォンゾR・ベンチュラM・ボーディックB・アグバヤニJ・ペイトンT・ペレス（なし） |
| 先発投手                 | 先発投手                 | 先発投手                 | 投球                     | D・ネーグルJ・ポサダT・マルティ · ネスL・ソーホーS・ブロシアスD・ジーターD・ジャスティスB・ウィリアムスP・オニール（なし） | 先発投手             | 先発投手             | 先発投手             | 投球                 | B・ジョーンズM・ピアッツァT・ジールE・アルフォンゾR・ベンチュラM・ボーディックB・アグバヤニJ・ペイトンT・ペレス（なし） |
| D・ネーグル              | D・ネーグル              | D・ネーグル              | 左                       | D・ネーグルJ・ポサダT・マルティ · ネスL・ソーホーS・ブロシアスD・ジーターD・ジャスティスB・ウィリアムスP・オニール（なし） | B・ジョーンズ        | B・ジョーンズ        | B・ジョーンズ        | 右                   | B・ジョーンズM・ピアッツァT・ジールE・アルフォンゾR・ベンチュラM・ボーディックB・アグバヤニJ・ペイトンT・ペレス（なし） |

### 第5戦 10月26日
- シェイ・スタジアム（ニューヨーク州ニューヨーク市クイーンズ区）

|                          | 1 | 2 | 3 | 4 | 5 | 6 | 7 | 8 | 9 | R | H | E |
| ------------------------ | - | - | - | - | - | - | - | - | - | - | - | - |
| ニューヨーク・ヤンキース | 0 | 1 | 0 | 0 | 0 | 1 | 0 | 0 | 2 | 4 | 7 | 1 |
| ニューヨーク・メッツ     | 0 | 2 | 0 | 0 | 0 | 0 | 0 | 0 | 0 | 2 | 8 | 1 |

1. 勝利：マイク・スタントン（2勝）
2. セーブ：マリアノ・リベラ（2S）
3. 敗戦：アル・ライター（1敗）
4. 本塁打
NYY：バーニー・ウィリアムス1号ソロ、デレク・ジーター2号ソロ
5. 審判
［球審］ティム・マクレランド
［塁審］一塁: ジェリー・クロフォード、二塁: エド・モンタギュー、三塁: チャーリー・レリフォード
［外審］左翼: ジェフ・ケロッグ、右翼: ティム・ウェルキー
6. 試合開始時刻: 東部夏時間（UTC-4）午後8時28分  試合時間: 3時間32分  観客: 5万5292人  気温: 61°F（16.1°C）
詳細: Baseball-Reference.com

| ニューヨーク・ヤンキース | ニューヨーク・ヤンキース | ニューヨーク・ヤンキース | ニューヨーク・ヤンキース | ニューヨーク・ヤンキース | ニューヨーク・メッツ | ニューヨーク・メッツ | ニューヨーク・メッツ | ニューヨーク・メッツ | ニューヨーク・メッツ                                                                                                  |
| ------------------------ | ------------------------ | ------------------------ | ------------------------ | --- | -------------------- | -------------------- | -------------------- | -------------------- | --- |
| 打順                     | 守備                     | 選手                     | 打席                     | A・ペティットJ・ポサダT・マルティ · ネスJ・ビスカイーノS・ブロシアスD・ジーターD・ジャスティスB・ウィリアムスP・オニール（なし） | 打順                 | 守備                 | 選手                 | 打席                 | A・ライターM・ピアッツァT・ジールE・アルフォンゾR・ベンチュラK・アボットB・アグバヤニJ・ペイトンB・トランメル（なし） |
| 1                        | 二                       | J・ビスカイーノ          | 両                       | A・ペティットJ・ポサダT・マルティ · ネスJ・ビスカイーノS・ブロシアスD・ジーターD・ジャスティスB・ウィリアムスP・オニール（なし） | 1                    | 左                   | B・アグバヤニ        | 右                   | A・ライターM・ピアッツァT・ジールE・アルフォンゾR・ベンチュラK・アボットB・アグバヤニJ・ペイトンB・トランメル（なし） |
| 2                        | 遊                       | D・ジーター              | 右                       | A・ペティットJ・ポサダT・マルティ · ネスJ・ビスカイーノS・ブロシアスD・ジーターD・ジャスティスB・ウィリアムスP・オニール（なし） | 2                    | 二                   | E・アルフォンゾ      | 右                   | A・ライターM・ピアッツァT・ジールE・アルフォンゾR・ベンチュラK・アボットB・アグバヤニJ・ペイトンB・トランメル（なし） |
| 3                        | 左                       | D・ジャスティス          | 左                       | A・ペティットJ・ポサダT・マルティ · ネスJ・ビスカイーノS・ブロシアスD・ジーターD・ジャスティスB・ウィリアムスP・オニール（なし） | 3                    | 捕                   | M・ピアッツァ        | 右                   | A・ライターM・ピアッツァT・ジールE・アルフォンゾR・ベンチュラK・アボットB・アグバヤニJ・ペイトンB・トランメル（なし） |
| 4                        | 中                       | B・ウィリアムス          | 両                       | A・ペティットJ・ポサダT・マルティ · ネスJ・ビスカイーノS・ブロシアスD・ジーターD・ジャスティスB・ウィリアムスP・オニール（なし） | 4                    | 一                   | T・ジール            | 右                   | A・ライターM・ピアッツァT・ジールE・アルフォンゾR・ベンチュラK・アボットB・アグバヤニJ・ペイトンB・トランメル（なし） |
| 5                        | 一                       | T・マルティネス          | 左                       | A・ペティットJ・ポサダT・マルティ · ネスJ・ビスカイーノS・ブロシアスD・ジーターD・ジャスティスB・ウィリアムスP・オニール（なし） | 5                    | 三                   | R・ベンチュラ        | 左                   | A・ライターM・ピアッツァT・ジールE・アルフォンゾR・ベンチュラK・アボットB・アグバヤニJ・ペイトンB・トランメル（なし） |
| 6                        | 右                       | P・オニール              | 左                       | A・ペティットJ・ポサダT・マルティ · ネスJ・ビスカイーノS・ブロシアスD・ジーターD・ジャスティスB・ウィリアムスP・オニール（なし） | 6                    | 右                   | B・トランメル        | 右                   | A・ライターM・ピアッツァT・ジールE・アルフォンゾR・ベンチュラK・アボットB・アグバヤニJ・ペイトンB・トランメル（なし） |
| 7                        | 捕                       | J・ポサダ                | 両                       | A・ペティットJ・ポサダT・マルティ · ネスJ・ビスカイーノS・ブロシアスD・ジーターD・ジャスティスB・ウィリアムスP・オニール（なし） | 7                    | 中                   | J・ペイトン          | 右                   | A・ライターM・ピアッツァT・ジールE・アルフォンゾR・ベンチュラK・アボットB・アグバヤニJ・ペイトンB・トランメル（なし） |
| 8                        | 三                       | S・ブロシアス            | 右                       | A・ペティットJ・ポサダT・マルティ · ネスJ・ビスカイーノS・ブロシアスD・ジーターD・ジャスティスB・ウィリアムスP・オニール（なし） | 8                    | 遊                   | K・アボット          | 右                   | A・ライターM・ピアッツァT・ジールE・アルフォンゾR・ベンチュラK・アボットB・アグバヤニJ・ペイトンB・トランメル（なし） |
| 9                        | 投                       | A・ペティット            | 左                       | A・ペティットJ・ポサダT・マルティ · ネスJ・ビスカイーノS・ブロシアスD・ジーターD・ジャスティスB・ウィリアムスP・オニール（なし） | 9                    | 投                   | A・ライター          | 左                   | A・ライターM・ピアッツァT・ジールE・アルフォンゾR・ベンチュラK・アボットB・アグバヤニJ・ペイトンB・トランメル（なし） |
| 先発投手                 | 先発投手                 | 先発投手                 | 投球                     | A・ペティットJ・ポサダT・マルティ · ネスJ・ビスカイーノS・ブロシアスD・ジーターD・ジャスティスB・ウィリアムスP・オニール（なし） | 先発投手             | 先発投手             | 先発投手             | 投球                 | A・ライターM・ピアッツァT・ジールE・アルフォンゾR・ベンチュラK・アボットB・アグバヤニJ・ペイトンB・トランメル（なし） |
| A・ペティット            | A・ペティット            | A・ペティット            | 左                       | A・ペティットJ・ポサダT・マルティ · ネスJ・ビスカイーノS・ブロシアスD・ジーターD・ジャスティスB・ウィリアムスP・オニール（なし） | A・ライター          | A・ライター          | A・ライター          | 左                   | A・ライターM・ピアッツァT・ジールE・アルフォンゾR・ベンチュラK・アボットB・アグバヤニJ・ペイトンB・トランメル（なし） |